# Solanum adspersum
Solanum adspersum är en potatisväxtart som beskrevs av Johanna A. Witasek. Solanum adspersum ingår i släktet skattor som ingår i familjen potatisväxter. Inga underarter finns listade i Catalogue of Life.